# Stealthing
Stealthing er et seksuelt overgreb, hvor en person under et samleje med kondom fjerner kondomet, uden at sexpartneren opdager det, og dermed heller ikke har givet samtykke til fjernelsen. Fænomenet kan også dække over, at en person bevidst ødelægger kondomet uden partnerens vidende.
Stealthing kan medføre uønsket graviditet for kvinden eller uønsket faderskab for manden og kan uanset køn medføre kønssygdomme og andre seksuelt overførte sygdomme som hiv/aids, klamydia, gonorré, kønsvorter og syfilis.
Stealthing er strafbart i nogle lande. I Danmark meddelte regeringen i februar 2025, at den planlagde at fremlægge et lovforslag, der også ville gøre fænomenet strafbart i Danmark.

## Etymologi
Stealthing kommer af det engelske ord stealth, der betyder "list" eller "snigen". Ordet stealthing er kendt fra militærsprog, hvor det angiver, at man flyver under radaren, altså så lavt, at fjenden ikke opdager flyet. Stealthing i den nuværende betydning har været kendt på dansk siden 2017, hvor flere aviser skrev om en schweizisk mand, der var blevet dømt for overgrebet. Sprogforskeren Marianne Rathje foreslog i februar 2025 i Politiken, at man kunne give begrebet en dansk betegnelse som kondombedrageri eller kondomsnyd.

## Lovgivning
Stealthing er strafbart i nogle lande, blandt andet i Tyskland og Storbritannien.
I Danmark er stealthing ikke strafbart. Fænomenet er dermed ikke omfattet af den såkaldte samtykkelov fra 2021, som gjorde samleje uden samtykke strafbart. Regeringen Mette Frederiksen II meddelte imidlertid i februar 2025, at den ønskede at sidestille stealthing med andre seksualforbrydelser med en straframme på mellem to og fire års fængsel. Ifølge ligestillingsminister Magnus Heunicke (S) burde stealthing som et fysisk overgreb have en højere straframme end blufærdighedskrænkelse, men en lavere end voldtægt, hvor straframmen er op til otte år. Baggrunden var blandt andet oplysninger fra organisationer, der berettede, at stealthing var udbredt verden over, og at der eksempelvis var steder på nettet, hvor mænd uddelte råd til, hvordan man kunne tage kondomet af, uden at partneren opdagede det.

## Udenlandske undersøgelser
Undersøgelser fra USA, Storbritannien og Australien peger på, at mellem 10 og 20 % af kvinder har fortalt, at de oplever stealthing. Udbredelsen er næsten lige så stor blandt mænd, der dyrker sex med mænd.